# Thymoites vivus
Thymoites vivus är en spindelart som först beskrevs av O. Pickard-Cambridge 1899.  Thymoites vivus ingår i släktet Thymoites och familjen klotspindlar.
Artens utbredningsområde är Costa Rica. Inga underarter finns listade i Catalogue of Life.